# Verdun-sur-le-Doubs
Verdun-sur-le-Doubs is een plaats en voormalige gemeente in het Franse departement Saône-et-Loire in de regio Bourgogne-Franche-Comté en telt 1199 inwoners (1999). De plaats maakt deel uit van het arrondissement Chalon-sur-Saône.

## Geschiedenis
Verdun-sur-le-Doubs is op 1 januari 2025 gefuseerd met de gemeente Ciel tot de gemeente Verdun-Ciel.

## Geografie

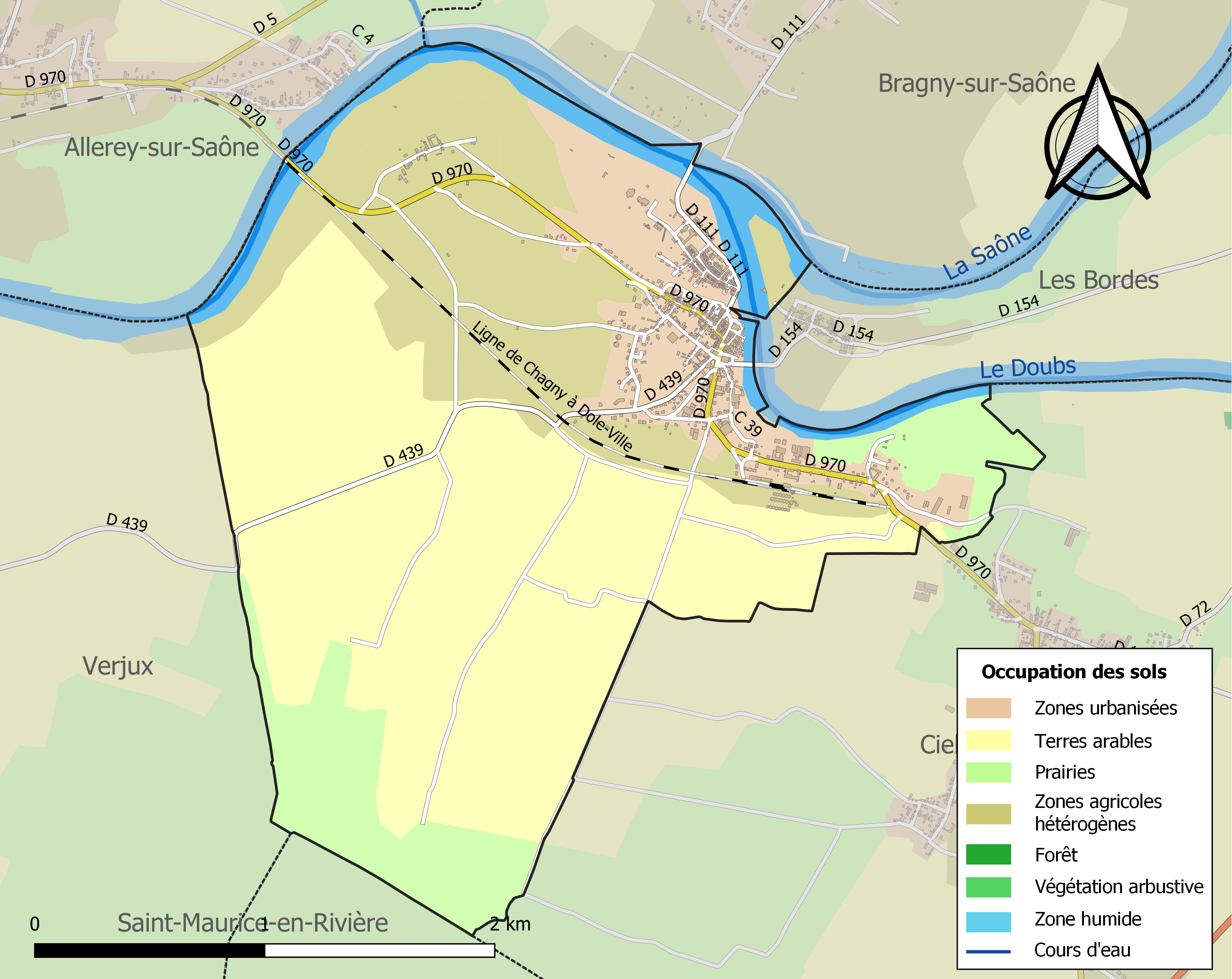
Kaart van de belangrijkste infrastructuur, bodemgebruik en omliggende gemeenten

De oppervlakte van Verdun-sur-le-Doubs bedraagt 7,3 km², de bevolkingsdichtheid is 164,2 inwoners per km².

## Demografie
Onderstaande figuur toont het verloop van het inwonertal.

## Afbeeldingen

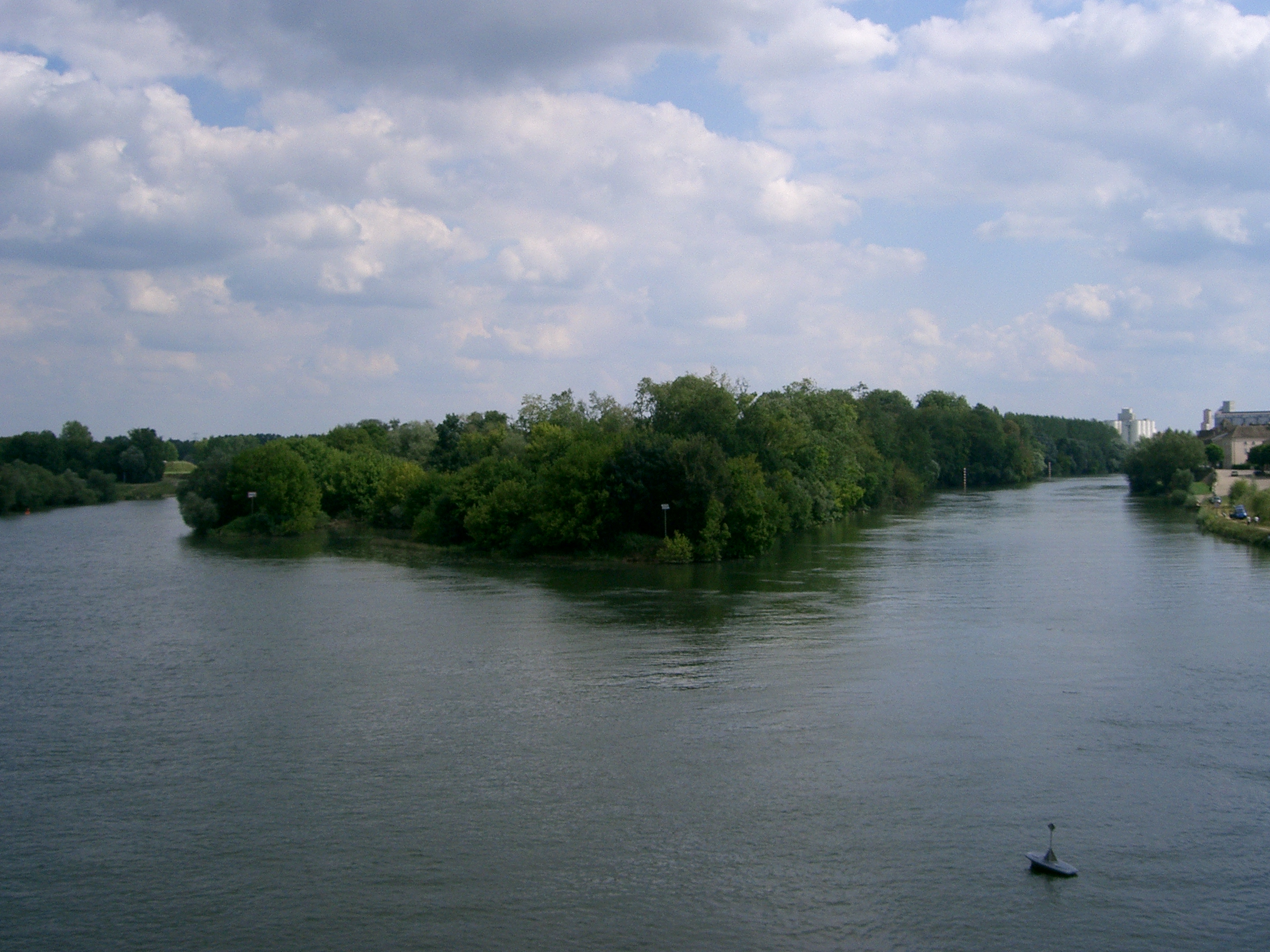
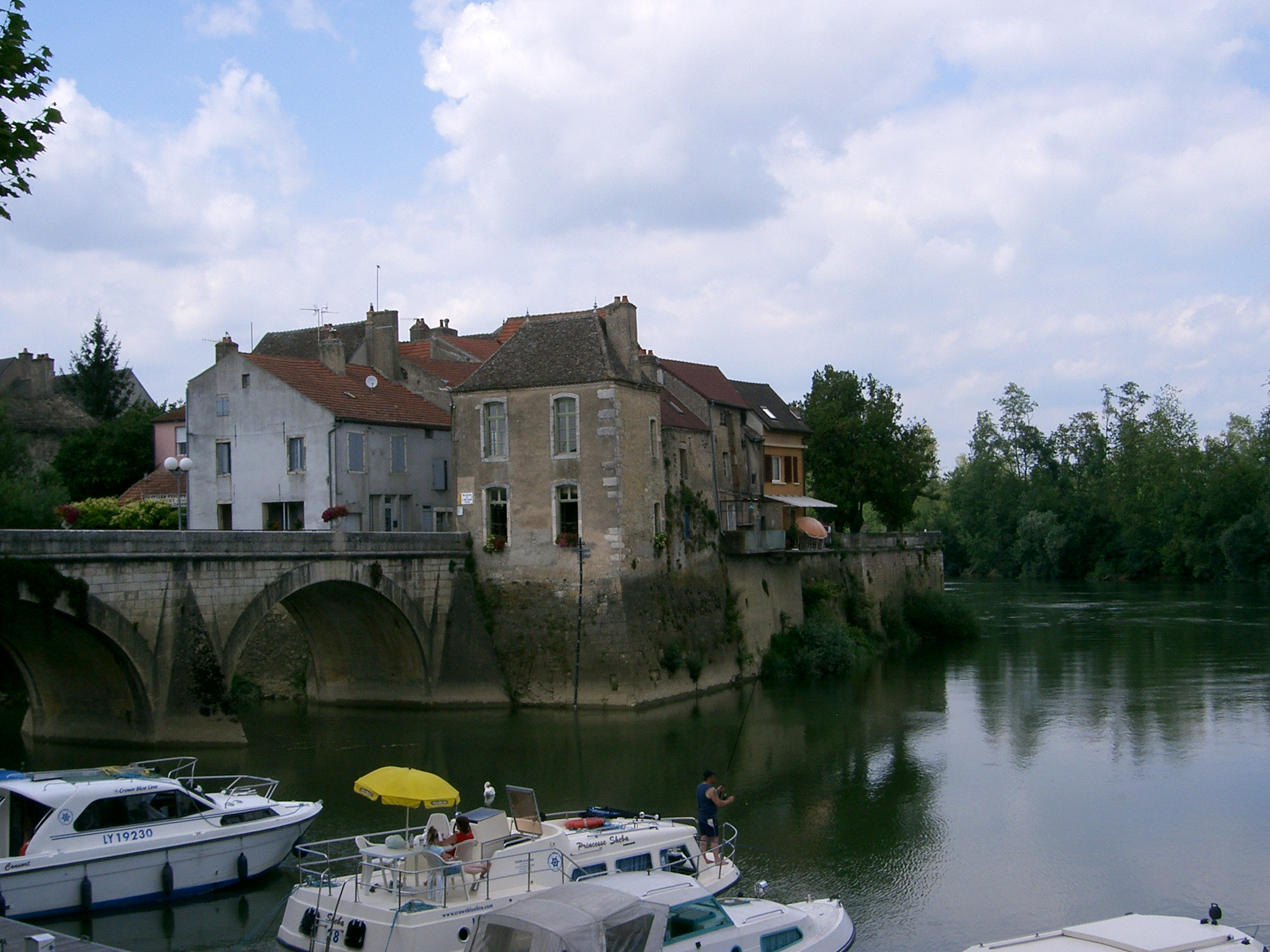
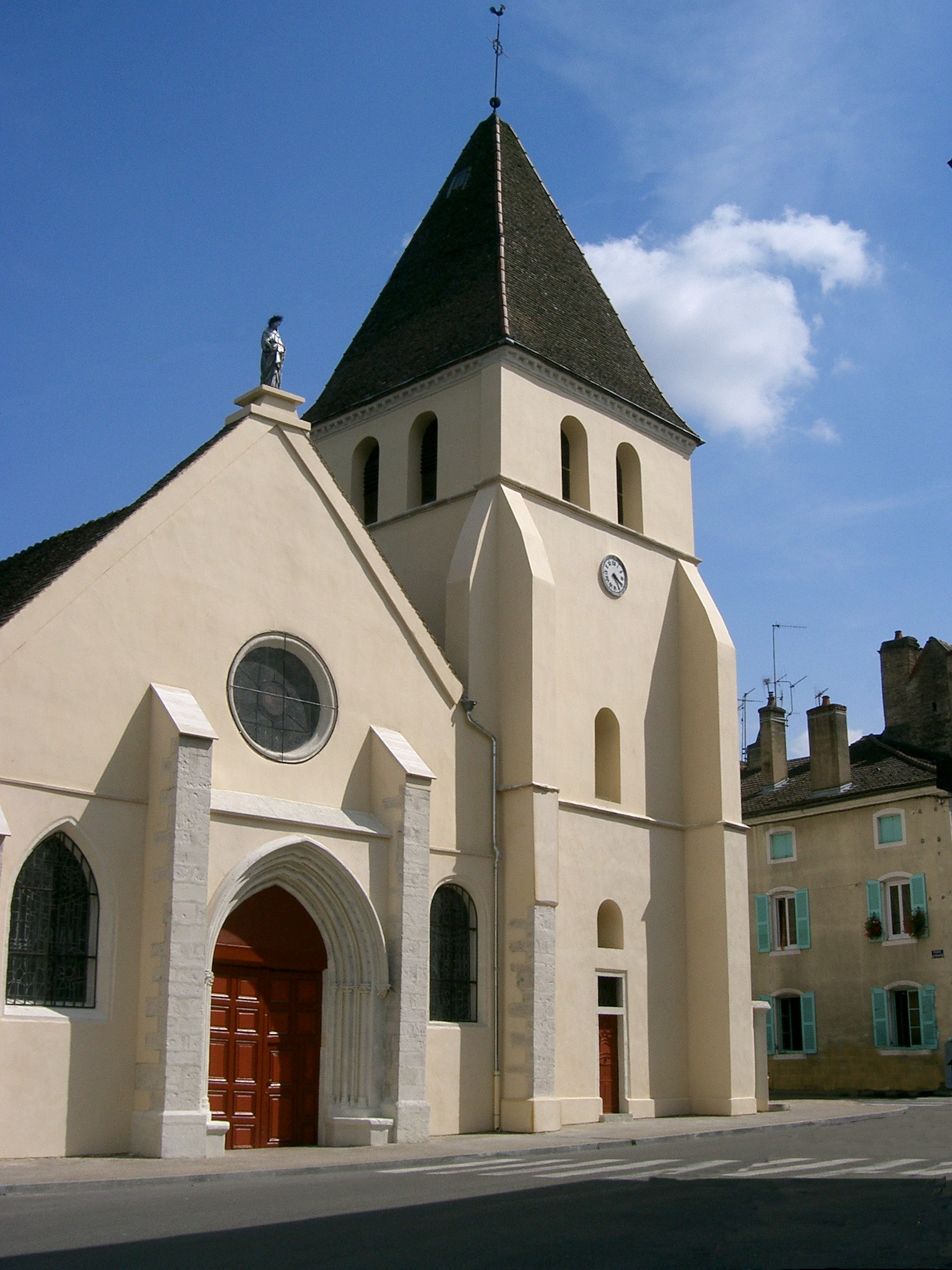
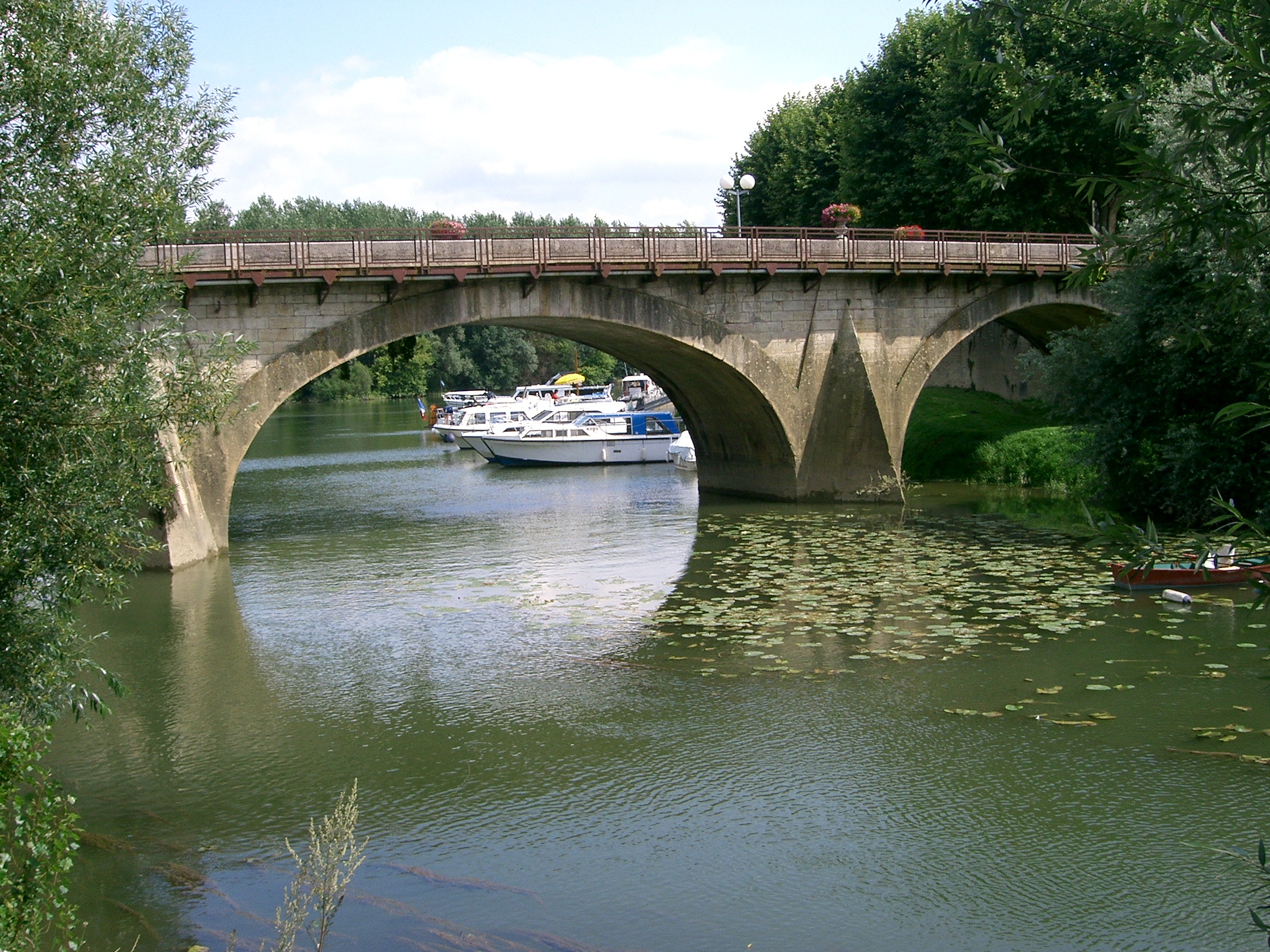
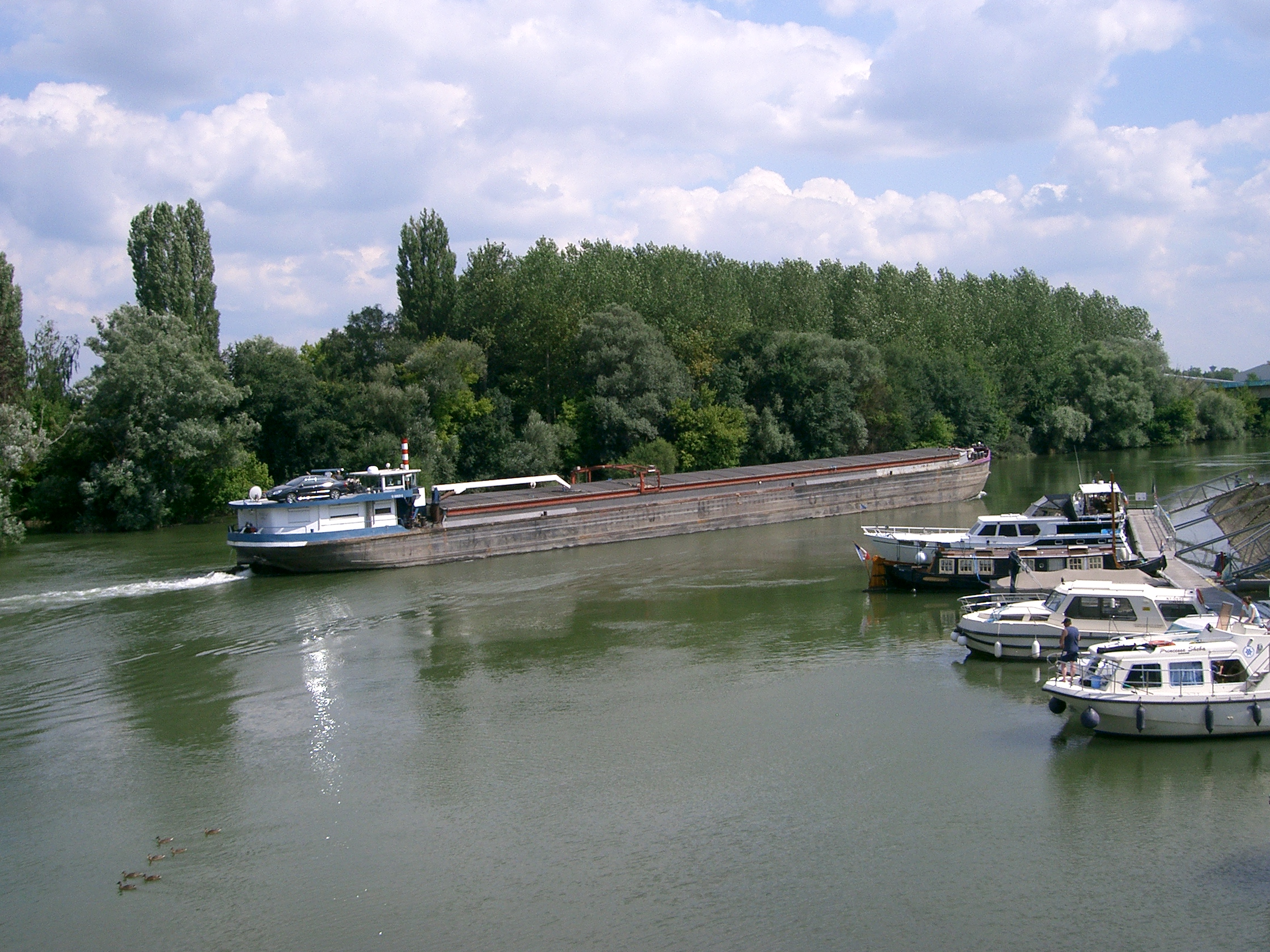